# 日本庭園 (万博記念公園)

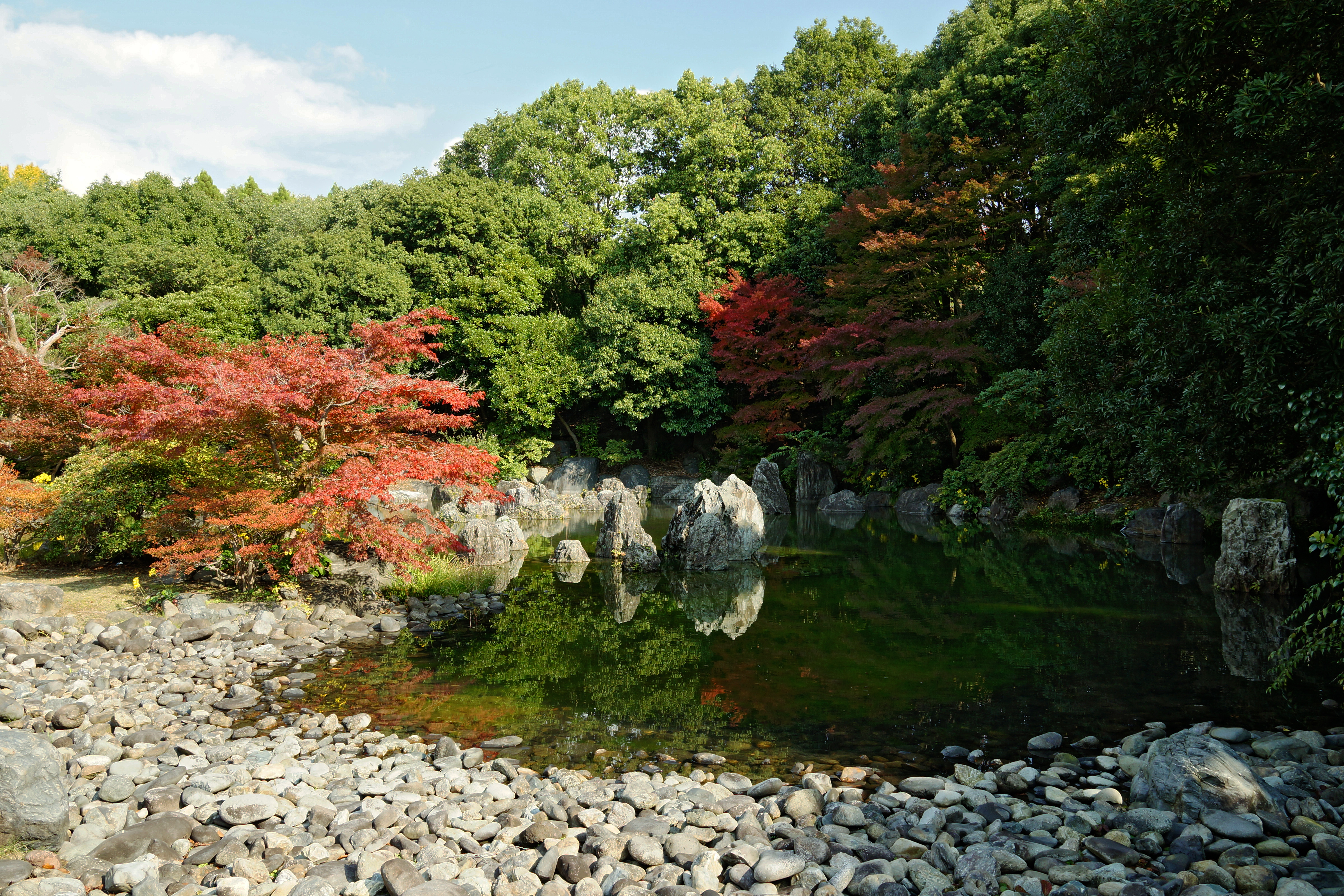
上代庭園

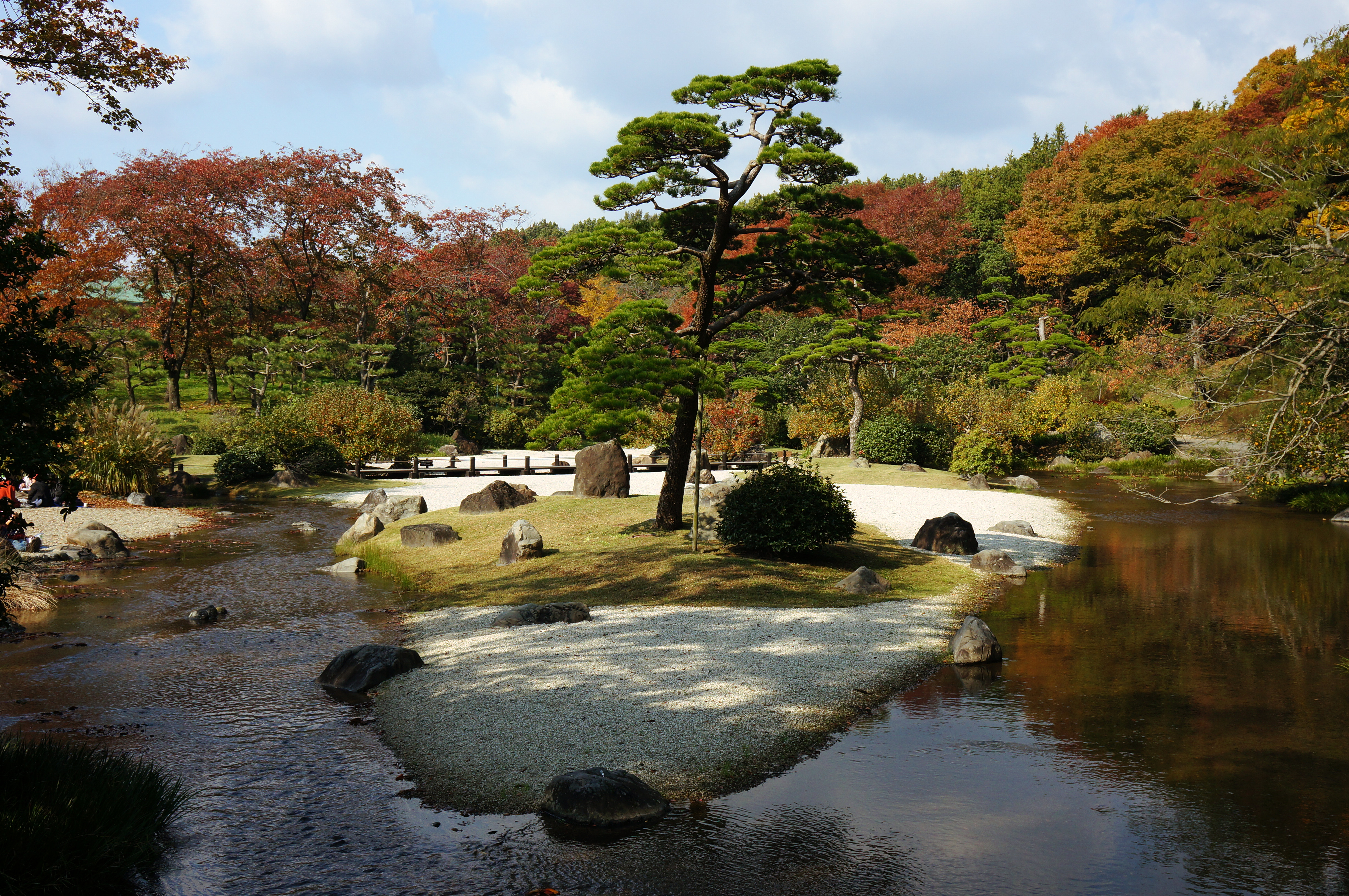
中世庭園

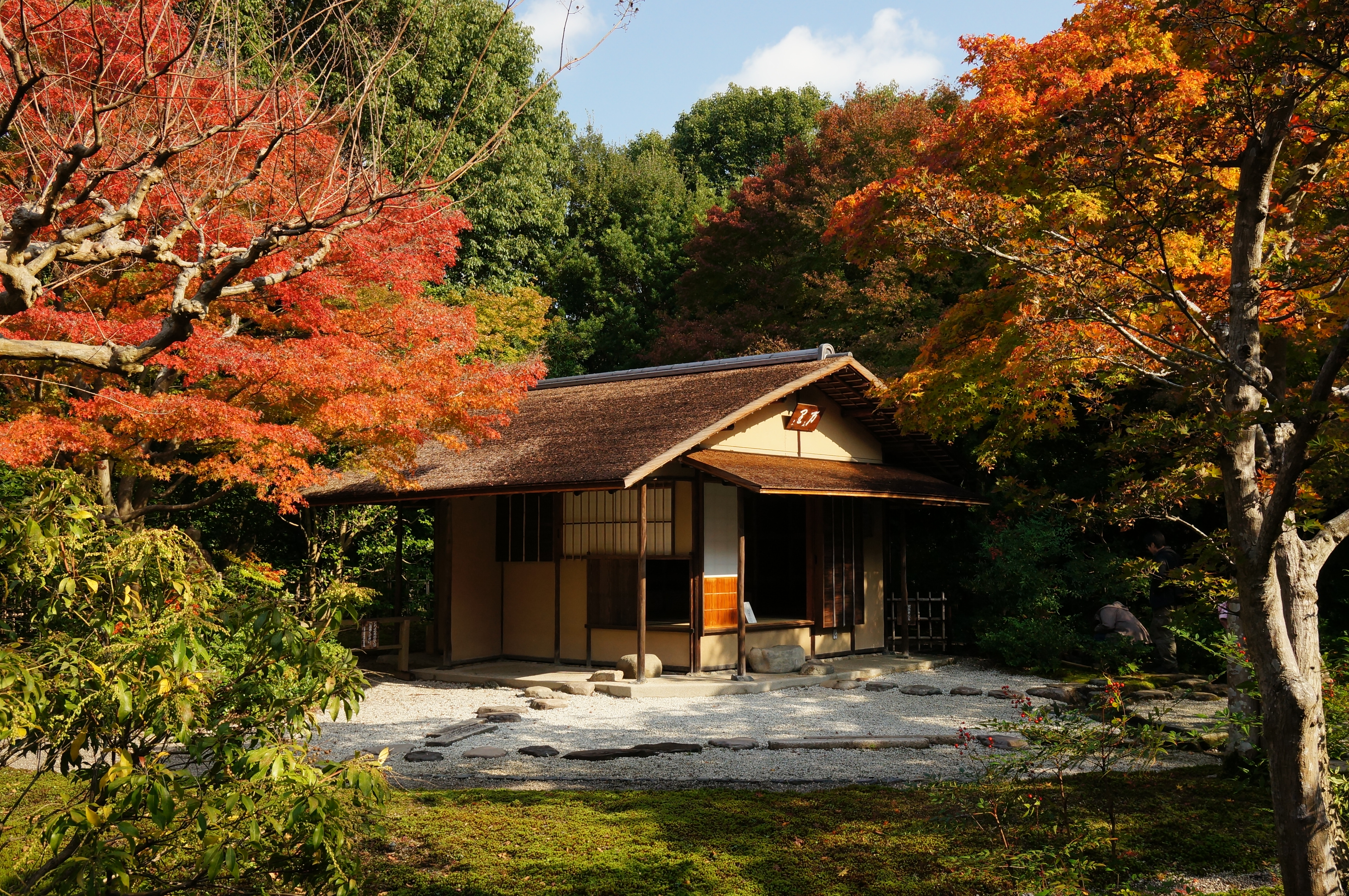
中世庭園 - 茶室「万里庵」と茶庭

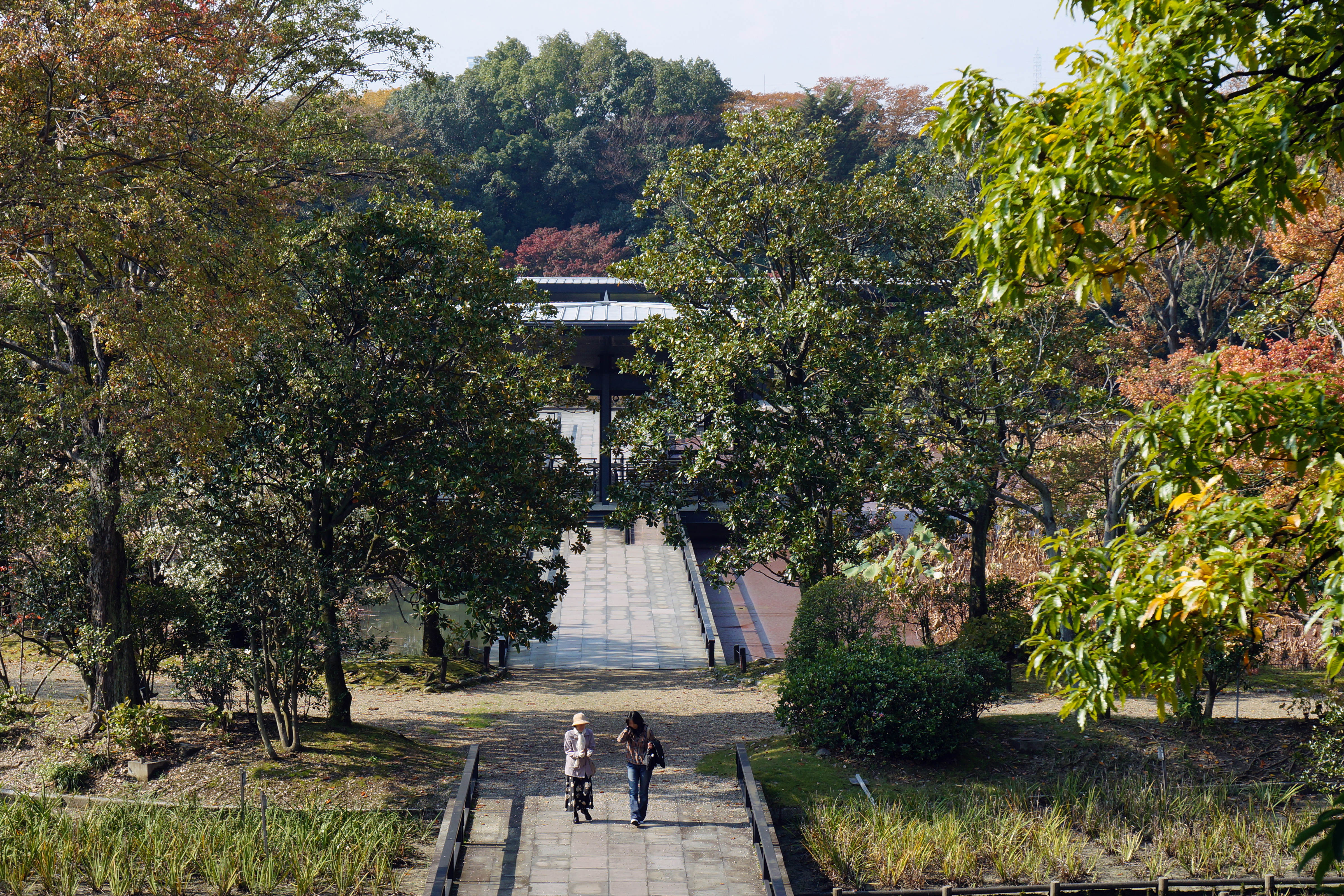
現代庭園

日本庭園（にほんていえん、英: Japanese Garden）は大阪府吹田市の万博記念公園内にある日本庭園である。「日本万国博覧会記念公園日本庭園」として国の登録記念物に登録されている。
1970年に日本万国博覧会の出展の一つとして、日本政府が造園した面積26ヘクタールの池泉回遊式庭園である。設計及び施工指導は田治六郎。上代・中世・近世・現代の4庭園で構成され、各時代の様式を一堂に見ることができる「庭園博物館的な機能」を兼ね備える。

## 概要
1970年に開かれた日本万国博覧会に合わせて日本政府の出展として造園された。博覧会閉会後も残され現在も当時の姿を残している。
園内には、「上代庭園」・「中世庭園」・「近世庭園」・「現代庭園」と4つの地区があり、それぞれの景観が楽しめる。
- 西端区（上代庭園）
  - 平安時代期の日本庭園を再現して洲浜などが盛り込まれている。モミ・イヌキ等の常緑新緑樹を密植し深山の景観を造成し東側には庭園全体の水源となる泉を置き迎賓館も設けられた。
- 山谷区（中世庭園）
  - 鎌倉時代・室町時代期の日本庭園を再現した築山を背景とした池泉庭園。標高50mのクロマツの疎林を主とする緩やかな山にツツジ類を密植し関西独特の景観を造成し、山の北側に渓流を設けモミジや竹を多植し滝も設け渓流と合わせて石庭を思わせる景観とした。庭は枯山水と池泉回遊式庭園、茶室「汎庵・万里庵」を配した茶庭がある。
- 山麓区（近世庭園）
  - 江戸時代初期に範を取った近世風の庭園。お祭り広場と近接し休憩所を備えた中央門を設け、12,000m2の池（心字池）や背景に標高60mの芝山を築いた。
- 東端区（現代庭園）
  - 伝統を継承しつつ殻を破ろうとする試みを両立させた新たな創作を表現した未来を象徴する現代的な庭園。すり鉢を2分した形で底部に錦鯉や金魚を入れた観魚池や蓮池や菖蒲田等を設け水生・水辺植物を配置し山腹に休憩所を置き北摂連山を遠望する形とし周辺はクヌギの疎林や段々畑型の花壇を配する。

## データ
- 庭園面積 - 260,000m2
- 芝生面積 - 47,600m2

## 利用情報
- 開園時間 - 9時30分 - 17時
- 休園日 - 毎週水曜日
- 所在地 - 万博記念公園内

## 交通アクセス
- 万博記念公園駅 - 自然文化園など
- 公園東口駅 - 国立民族学博物館・大阪日本民藝館・万博記念競技場・日本庭園など、記念公園東口
- 山田駅 - フットサルコート・パークゴルフなど、記念公園西口
- 茨木市駅・茨木駅から近鉄バス